# Anisostachya atrorubra
Anisostachya atrorubra är en akantusväxtart som beskrevs av Raymond Benoist. Anisostachya atrorubra ingår i släktet Anisostachya och familjen akantusväxter. Inga underarter finns listade i Catalogue of Life.